# Гамм, Давид
Давид Гамм (нем. David Gamm, 15 февраля 1995, Брилон) — немецкий саночник. Бронзовый призёр чемпионата мира 2017 года в двойках. Член сборной Германии по санному спорту.

## Биография
Он начал соревноваться за сборную Германии в различных молодёжных категориях в двойках в паре с Робином Гойеке , добившись победы в финальной классификации Кубка мира среди юниоров в парном разряде (в сезоне 2011/12 ) и выиграв две медали на юношеских чемпионатах мира из которых одно серебро и одна бронза.
На абсолютном уровне он дебютировал в Кубке мира в сезоне 2012/13, 8 декабря 2012 года в Альтенберге (10-е место в двойках с Гаммом). Он выиграл первый подиум 26 ноября 2016 года в парном разряде в Винтерберге (2-й), а также занял третье место в спринтерской гонке. В общей классификации по итогам сезона он занимает четвёртое место.
В своей карьере он выиграл бронзовую медаль на чемпионате мира, в Иглсе 2017 году.
На чемпионате Европы 2017 года , в Кёнигсзее, он также в двойках стал третьим, и получил бронзовую медаль.
В начале декабря 2018 года пара Гойеке - Гамм в Уистлере отметила свой первый подиум на этапах Кубка мира в сезоне 2018/2019. Они стали вторыми, отстав от победителей на 0,019 секунды.